# Relações entre a série e a transformada de Fourier
No campo matemático da análise harmônica, a transformada de Fourier tem relações muito próximas com a série de Fourier. Também está estreitamente relacionada com a transformada de Fourier de tempo discreto (DTFT) e a transformada discreta de Fourier (DFT). 
A transformada de Fourier pode ser aplicada tanto para tempo discreto como para sinais periódicos no tempo usando o formalismo do delta de Dirac. Na verdade, a série de Fourier, a DTFT e a DFT podem ser derivadas em da transformada contínua de Fourier geral. Elas são, do ponto de vista teórico, os casos particulares da transformada de Fourier. 
Na teoria de sinais e no processamento digital de sinais (PDS), a DFT (implementada como transformada rápida de Fourier) é amplamente utilizada para calcular as aproximações do espectro de um sinal contínuo, conhecendo-se apenas a sequência dos pontos amostrados. As relações entre a DFT e a transformada de Fourier são essenciais neste caso.

## Definições
Na tabela a seguir são demonstradas as definições para a transformada contínua de Fourier, série de Fourier, DFT e DTFT: 
| ×          | Tempo Contínuo | Tempo Discreto                                                                                              |
| ---------- | --- | --- |
| Aperiódico | {\displaystyle x(t)=\int _{-\infty }^{\infty }X(f)\ e^{i2\pi ft}\,df}                                                                  | {\displaystyle x[n]=T\int _{-{\frac {1}{2T}}}^{\frac {1}{2T}}{\bar {X}}(f)\ e^{i2\pi fnT}\ df}              |
| -          | {\displaystyle X(f)=\int _{-\infty }^{\infty }x(t)\ e^{-i2\pi ft}\,dt}                                                                 | {\displaystyle {\bar {X}}(f)=\sum _{n=-\infty }^{+\infty }x[n]\ e^{-i2\pi fnT}}                             |
| Periódico  | {\displaystyle {\bar {x}}(t)=\sum _{k=-\infty }^{+\infty }\!X[k]\;e^{i{\frac {2\pi k}{T_{0}}}t}}                                       | {\displaystyle x_{n}={\frac {1}{N}}\sum _{k=0}^{N-1}X_{k}\;e^{i{\frac {2\pi }{N}}kn}\qquad n=0,\dots ,N-1.} |
| -          | {\displaystyle X[k]={\frac {1}{T_{0}}}\int _{-{\frac {T_{0}}{2}}}^{\frac {T_{0}}{2}}{\bar {x}}(t)\;e^{-i{\frac {2\pi k}{T_{0}}}t}\,dt} | {\displaystyle X_{k}=\sum _{n=0}^{N-1}x_{n}\;e^{-i{\frac {2\pi }{N}}kn}\qquad k=0,\dots ,N-1}               |

A tabela mostra as propriedades do sinal no domínio do tempo:
- Tempo contínuo” X “Tempo discreto” (colunas),
- Aperiódico” X “Periódico” (linhas).

## Equações necessárias para relacionar as várias transformadas
As definições apresentadas na seção anterior podem ser introduzidas axiomaticamente ou podem ser derivadas da transformada contínua de Fourier usando o formalismo estendido do delta de Dirac. O uso desse formalismo da transformada contínua de Fourier pode ser aplicado também aos sinais discretos ou periódicos. 
Para calcular a transformada contínua de Fourier de sinais discretos e/ou periódicos precisamos inserir algumas equações e recordar algumas propriedades da transformada de Fourier. Abaixo é apresentada uma lista delas: 
1. A primeira fórmula de somatório de Poisson:
{\displaystyle \sum _{n=-\infty }^{+\infty }x(t-nT_{0})={\frac {1}{T_{0}}}\sum _{k=-\infty }^{+\infty }X\!\left({\frac {k}{T_{0}}}\right)\;e^{i{\frac {2\pi k}{T_{0}}}t}}
2. A segunda fórmula de somatório de Poisson:
{\displaystyle \sum _{n=-\infty }^{+\infty }x(nT)\;e^{-i2\pi nfT}={\frac {1}{T}}\sum _{k=-\infty }^{+\infty }X\!\left(f-{\frac {k}{T}}\right)}
3.A transformada do trem de impulsos (deltas de Dirac) é importante para compreender a relação entre o contínuo e o caso discreto ou periódico:
{\displaystyle \sum _{n=-\infty }^{+\infty }\!\delta (t-nT)\quad {\stackrel {\mathcal {F}}{\Longleftrightarrow }}\quad {\frac {1}{T}}\sum _{k=-\infty }^{+\infty }\delta \!\left(f-{\frac {k}{T}}\right)}
4. Os teoremas que definem as propriedades da transformada de Fourier, em particular a propriedade da convolução.
Todas estas equações e propriedades podem ser demonstradas individualmente.
Uma vez calculada, a transformada contínua de Fourier dos sinais discretos e/ou periódicos pode ser relacionada com a DTFT, a série de Fourier e com a DFT das definições dadas acima.

## Relações entre as várias transformadas
A figura a seguir representa as relações entre as várias transformadas. 
Explicação dos símbolos:
- O sinal e sua transformada são ligados por seta dupla ({\displaystyle \leftrightarrow })
- {\displaystyle x[n]\,} e {\displaystyle X[k]\,} são sequências infinitas
- {\displaystyle {\bar {x}}(t)} e {\displaystyle {\bar {X}}(f)} são sequências periódicas
- {\displaystyle x_{n}\,}, {\displaystyle X_{k}\,} e {\displaystyle {\tilde {X}}_{k}} são sequências finitas
- {\displaystyle {\mathcal {F}}\{\dots \}} indica exclusivamente a transformada de Fourier.

As fórmulas de somatório de Poisson permitem ligar a série de Fourier e a DTFT com a transformada de Fourier (fórmulas “1” e “2” respectivamente).
A propriedade de convolução (4.) e a transformada do trem de impulsos (3.) permitem calcular a transformada de Fourier para sinais como função de tempo periódico ou tempo discretos de X(f)\,</math>. Na Figura 2 é mostrado que as operações correspondem, no domínio espectral, à amostragem de um sinal contínuo ou à periodização de um sinal aperiódico. 
Da Figura 2 podemos ver que a amostragem no domínio do tempo tem o mesmo efeito sobre o espectro, tanto para um sinal aperiódico ({\displaystyle x(t)}) como para um sinal periódico ({\displaystyle {\bar {x}}(t)}) . Reciprocamente, a periodização no domínio do tempo tem o mesmo efeito espectral em um sinal contínuo ({\displaystyle x(t)}) e em um sinal discreto ({\displaystyle x[n]}).

## FFT e a Transformada Contínua de Fourier
A transformada discreta de Fourier (DFT) é a transformada de uma sequência finita. Uma sequência finita pode ser imaginada como um sinal de periódico no tempo e tempo-discreto apenas em um período. Por este motivo o espectro precisa ser tanto periódico quanto discreto. 
Seguindo as fórmulas de Poisson obteríamos {\displaystyle {\tilde {X}}_{k}\,} como a definição da DFT. No entanto, a DFT é geralmente definida como {\displaystyle X_{k}\,} (ver Figura 2 ou as definições anteriores). Por esta razão, a ligação entre a DFT e a transformada periódica  {\displaystyle {\bar {X}}(f)\,}é diferente por um fator de escala a partir da relação obtida pela aplicação das fórmulas de Poisson (que nos leva para {\displaystyle {\tilde {X}}_{k}\,} e não para {\displaystyle {\tilde {X}}_{k}\,}). 
A amostra de pontos no espectro de um sinal contínuo pode ser calculada com precisão se o sinal for limitado em banda e a amostragem é feita com uma frequência acima da frequência de Nyquist. Neste caso, se o sinal é limitado em tempo podemos começar a amostragem antes que o sinal inicie e parar a amostragem depois que o sinal termine. Calculando a DFT desta sequência finita obtida a partir de tais amostras obtemos os valores amostrados do espectro do sinal original, além de um fator de escala {\displaystyle 1/T} (onde T é o intervalo de amostragem): 
{\displaystyle \underbrace {X_{k}} _{DFT}=\underbrace {{\bar {X}}\left({\frac {k}{NT}}\right)} _{\text{DTFT}}={\frac {1}{T}}\sum _{i=-\infty }^{+\infty }\underbrace {X\left({\frac {k-iN}{NT}}\right)} _{\text{FT}}\simeq {\frac {1}{T}}\underbrace {X\left({\frac {k}{NT}}\right)} _{\text{FT}}\qquad k=0,\dots ,N-1}
{\displaystyle \underbrace {X_{k}} _{DFT}=\underbrace {{\bar {X}}\left({\frac {k}{NT}}\right)} _{\text{DTFT}}={\frac {1}{T}}\sum _{i=-\infty }^{+\infty }\underbrace {X\left({\frac {k-iN}{NT}}\right)} _{\text{FT}}\simeq {\frac {1}{T}}\underbrace {X\left({\frac {k}{NT}}\right)} _{\text{FT}}\qquad k=0,\dots ,N-1}
A última igualdade {\displaystyle \simeq } está entre o espectro periódico {\displaystyle {\bar {X}}(f)} avaliado em um período e do espectro do sinal contínuo {\displaystyle X(f)}. O símbolo {\displaystyle \simeq } é também usado para salientar isso, se o sinal não é perfeitamente limitado em banda, temos sempre um pouco de aliasing que faz a igualdade não ser exata.
Normalmente em processamento digital de sinais (PDS) o sinal é demasiadamente longo para ser analisado por inteiro. Neste caso, o janelamento é usado para calcular amostras do espectro aproximadas por uma pequena parte de todo o sinal. Este processo adiciona inevitavelmente novos erros como fuga e scalloping losses. 

## DTFT e a Transformada Contínua de Fourier
A transformada de Fourier de tempo discreto é a transformada de uma sequência discreta. Como o domínio é o do tempo discreto, o espectro é periódico. 
Um sinal discreto {\displaystyle x[n]} pode ser considerado como a amostragem de um sinal contínuo {\displaystyle x(t)} em intervalos step {\displaystyle T}. O sinal amostrado pode ser analisado como um sinal contínuo usando o formalismo do delta de Dirac. Em particular a operação de amostragem é equivalente a multiplicação de um trem de impulsos de Dirac:
{\displaystyle {\begin{aligned}x_{\rm {amostrado}}(t)&=x(t)\cdot \left(\sum _{n=-\infty }^{+\infty }\!\delta (t-nT)\right)=\sum _{n=-\infty }^{+\infty }\!x(t)\;\delta (t-nT)=\\&=\sum _{n=-\infty }^{+\infty }\!x(nT)\;\delta (t-nT)=\sum _{n=-\infty }^{+\infty }\!x[n]\;\delta (t-nT)\end{aligned}}}
Calculando a Transformada de Fourier do sinal amostrado usando a propriedade da convolução ('3.) e a transformada de um trem de impulsos (2.), e aplicando a segunda soma de Poisson, obtemos:
{\displaystyle {\mathcal {F}}\{x_{\rm {amostrado}}(t)\}={\frac {1}{T}}\sum _{k=-\infty }^{+\infty }X\!\left(f-{\frac {k}{T}}\right)=\sum _{n=-\infty }^{+\infty }x(nT)\;e^{-i2\pi nfT}={\bar {X}}(f)}
Onde {\displaystyle X(f)} é a transformada do sinal contínuo {\displaystyle x(t)}. Nota-se que a transformada de Fourier {\displaystyle x_{\rm {amostrado}}(t)} é igual à DTFT de {\displaystyle x[n]}. A definição da DTFT pode ser considerada como uma forma de se calcular a transformada de Fourier do sinal amostrado usando somente os valores das amostras {\displaystyle x[n]} (sem o formalismo do delta de Dirac). A última equação está no canto inferior esquerdo da Figura 2. 
Outro aspecto importante é que a amostragem no domínio do tempo com passo {\displaystyle T} corresponde à “periodização” do espectro com período {\displaystyle 1/T} e à multiplicação do espectro por um fator {\displaystyle 1/T}. Esta relação pode ser vista na Figura 2 pela seta vertical que vai de {\displaystyle x(t)} para {\displaystyle x[n]} e de {\displaystyle X(f)} para {\displaystyle {\bar {X}}(f)}. 

## Série de Fourier e a Transformada Contínua de Fourier
A série de Fourier é a expansão de um sinal periódico em uma combinação linear de componentes harmônicas discretas. Como o sinal é periódico o espectro não é continuamente distribuído pela frequência, mas sim concentrado em discretos, igualmente espaçados, valores de frequência. Essas frequências são múltiplas de uma frequência base, chamada de harmônica fundamental. A harmônica fundamental é o inverso do período do sinal. 
Um sinal periódico {\displaystyle {\bar {x}}(t)} pode ser considerado uma “periodização” com período {\displaystyle T_{0}} de um sinal aperiódico {\displaystyle x(t)}. Em particular, a periodização é equivalente à convolução (símbolo {\displaystyle *\,}) de {\displaystyle x(t)} por um trem de impulsos de Dirac. 
{\displaystyle x_{\rm {periodico}}(t)={\bar {x}}(t)=x(t)\;*\sum _{n=-\infty }^{+\infty }\!\delta (t-nT_{0})=\sum _{n=-\infty }^{+\infty }x(t-nT_{0})}
Calculando a transformada de Fourier do sinal periódico usando a propriedade da convolução (4.) e a transformada do trem de impulsos (3.), e depois aplicando a primeira soma de Poisson (1.), obtemos: 
{\displaystyle {\begin{aligned}{\mathcal {F}}\{x_{\rm {periodico}}\}\;\;&{\stackrel {3,4}{=}}\;\;X(f)\cdot {\frac {1}{T_{0}}}\sum _{k=-\infty }^{+\infty }\delta \!\left(f-{\frac {k}{T_{0}}}\right)={\frac {1}{T_{0}}}\sum _{k=-\infty }^{+\infty }X\!\left({\frac {k}{T_{0}}}\right)\;\delta \!\left(f-{\frac {k}{T_{0}}}\right)=\\&{\stackrel {1}{=}}\sum _{k=-\infty }^{+\infty }\!X[k]\;\delta \!\left(f-{\frac {k}{T_{0}}}\right)\end{aligned}}}
Onde {\displaystyle X(f)} é a transformada de Fourier do sinal aperiódico {\displaystyle x(t)}, e {\displaystyle X[k]} são os coeficientes da série de Fourier para o sinal periódico {\displaystyle {\bar {x}}(t)}. Essa equação mostra que os coeficientes da série de Fourier de um sinal periódico são iguais as amplitudes dos deltas de Dirac da transformada de Fourier. A última equação é mostrada no canto superior direito da Figura 2.
Outro aspecto importante é que a “periodização” no domínio do tempo com período {\displaystyle T_{0}} corresponde, na frequência, a uma discretização (amostragem) do espectro com passo {\displaystyle 1/T_{0}} e à multiplicação por um fator de {\displaystyle 1/T_{0}}. Esta relação pode ser vista na Figura 2 seguindo as setas horizontais que vão de {\displaystyle x(t)} a {\displaystyle {\bar {x}}(t)} e de {\displaystyle X(f)} a {\displaystyle X[k]}.